# Landtagswahl in Niedersachsen 1986
- SPD: 66
- Grüne: 11
- FDP: 9
- CDU: 69

Die Wahl zum 11. Niedersächsischen Landtag fand am 15. Juni 1986 statt.

## Ausgangssituation
Bei der Landtagswahl 1982 hatte die CDU unter Ministerpräsident Ernst Albrecht mit 50,7 Prozent der Stimmen ihr bestes Ergebnis in Niedersachsen überhaupt erzielt, wogegen die SPD unter Karl Ravens empfindliche Verluste erlitten hatte.
Da dies bereits Ravens’ zweite Niederlage gegen Albrecht war, verzichtete er für 1986 auf eine erneute Spitzenkandidatur.
Im Rahmen der Kandidatenfindung der SPD favorisierte die SPD-Spitze ursprünglich die ehemalige Bundesministerin Anke Fuchs. Nachdem jedoch der ehemalige Juso-Bundesvorsitzende und damalige Hannoveraner Bundestagsabgeordnete Gerhard Schröder seine Kandidatur angekündigt und sich dabei der Unterstützung mehrerer SPD-Kreisverbände versichert hatte, verzichtete Fuchs auf die Spitzenkandidatur.
Innerhalb der SPD gab es einige Auseinandersetzungen über die Koalitionsfrage: Während Kanzlerkandidat Johannes Rau für die im Januar 1987 geplante Bundestagswahl eine Koalition mit den Grünen ausgeschlossen hatte und auf eine eigene Mehrheit der SPD setzte, wollte Schröder eine rot-grüne Koalition nicht generell ausschließen.
Die diesbezüglichen Auseinandersetzungen zwischen Rau und Schröder waren eines der Wahlkampfthemen.

## Parteien und Kandidaten
Der Landeswahlausschuss ließ 706 Kandidaten (567 Männer und 139 Frauen) zu. Die 623 Kreiswahlvorschläge bestanden aus 508 Männern und 115 Frauen von 10 Parteien und Einzelbewerber, die 389 Landwahlvorschläge aus 309 Männern und 80 Frauen. Von ihnen kandidierten 306 (56 Frauen) auch auf einen Kreiswahlvorschlag.
| Nr.                                             | Partei/Einzelbewerber                           | Zahl der Wahlkreisbewerber |
| ----------------------------------------------- | ----------------------------------------------- | -------------------------- |
| 1                                               | Christlich Demokratische Union Deutschlands     | 100                        |
| 2                                               | Sozialdemokratische Partei Deutschlands         | 100                        |
| 3                                               | DIE GRÜNEN                                      | 100                        |
| 4                                               | Freie Demokratische Partei                      | 100                        |
| 4                                               | Patrioten                                       | 100                        |
| 5                                               | Deutsche Kommunistische Partei                  | 84                         |
| 7                                               | DIE WEISSEN                                     | 32                         |
| 8                                               | BÜRGERPARTEI                                    | 1                          |
| 9                                               | DEUTSCHE SOLIDARITÄT                            | 1                          |
| 10                                              | Jungwählerverband Niedersachsen                 | 1                          |
| 11                                              | Einzelbewerber                                  | 4                          |
| Gesamtzahl der zugelassenen Kreiswahlvorschläge | Gesamtzahl der zugelassenen Kreiswahlvorschläge | 623                        |

## Ergebnis
Bei der Landtagswahl 1986 ergab sich folgendes Ergebnis:
| Partei                                            | Stimmen   | Anteil in % | ± (%) | Direkt- man- date | Sitze | ±   |
| ------------------------------------------------- | --------- | ----------- | ----- | ----------------- | ----- | --- |
| Christlich Demokratische Union Deutschlands (CDU) | 1.903.559 | 44,3        | −6,4  | 55                | 69    | −18 |
| Sozialdemokratische Partei Deutschlands (SPD)     | 1.807.157 | 42,1        | +5,6  | 45                | 66    | +3  |
| Bündnis 90/Die Grünen (Grüne)                     | 303.308   | 7,1         | +0,6  | 0                 | 11    | ±0  |
| Freie Demokratische Partei (FDP)                  | 257.873   | 6,0         | +0,1  | 0                 | 9     | −1  |
|                                                   |           |             |       |                   |       |     |
| Patrioten für Deutschland (Patrioten)             | 11.284    | 0,3         | neu   | 0                 | 0     | neu |
| Deutsche Kommunistische Partei (DKP)              | 5.690     | 0,1         | −0,2  | 0                 | 0     | ±0  |
| Die Weißen                                        | 3.858     | 0,1         | neu   | 0                 | 0     | neu |
| Bürgerpartei (BP)                                 | 198       | 0,0         | ±0,0  | 0                 | 0     | ±0  |
| Deutsche Solidarität                              | 38        | 0,0         | neu   | 0                 | 0     | neu |
| Jungwählerverband Niedersachsen (JV)              | 17        | 0,0         | neu   | 0                 | 0     | neu |
| Einzelbewerber                                    | 164       | 0,0         |       | 0                 | 0     |     |
| Gültig                                            | 4.293.146 | 199,4       |       |                   |       |     |
| Ungültig                                          | 0.027.201 | 100,6       |       |                   |       |     |
| Gesamt                                            | 4.320.347 | 100,0       |       | 100               | 155   | −16 |
| Wahlberechtigte/Wahlbeteiligung                   | 5.588.597 | 177,3       | −0,4  |                   |       |     |

Während die CDU ihre absolute Mehrheit verlor, überschritt die SPD durch deutliche Gewinne wieder die Marke von 40 Prozent. Außerdem fiel etwa ein Drittel der Direktmandate der CDU an die SPD. Die Grünen und die FDP verzeichneten nur minimale Gewinne. Auch wenn es bei der Kandidatur der übrigen Parteien erneut Zirkulation gab und einige neue Parteien wählbar waren, erhielten die Kleinparteien erneut zusammen weniger als ein Prozent der Stimmen. Die Stimmen der DKP halbierten sich zudem im Vergleich zur letzten Wahl.

## Regierungsbildung
Die CDU bildete zusammen mit der FDP eine Koalition, die eine Mehrheit von einer Stimme hatte. Albrecht wurde daraufhin als Ministerpräsident bestätigt. Schröder legte sein Bundestagsmandat nieder und wechselte als SPD-Fraktionsvorsitzender und Oppositionsführer in die Landespolitik.
Im Dezember 1988 scheiterte ein von der SPD-Fraktion wegen der Spielbankaffäre eingebrachtes konstruktives Misstrauensvotum gegen Albrecht mit 76 gegen 79 Stimmen. Mindestens ein Mitglied der Oppositionsparteien SPD und Grüne muss dabei für Albrecht gestimmt haben.